# Unterseeboot 955
L'Unterseeboot 955 ou U-955 est un sous-marin allemand (U-Boot) de type VIIC utilisé par la Kriegsmarine pendant la Seconde Guerre mondiale.
Le sous-marin fut commandé le 10 avril 1941 à Hambourg (Blohm + Voss), sa quille fut posée le 23 février 1942, il fut lancé le 14 novembre 1942 et mis en service le 31 décembre 1942, sous le commandement du Leutnant zur See Hans-Heinrich Baden.
L'U-955 n'endommagea ou ne coula aucun navire au cours de l'unique patrouille (59 jours en mer) qu'il effectua.
Il fut coulé par l'Aviation britannique dans l'Atlantique Nord, en juin 1944.

## Conception
Unterseeboot type VII, l'U-955 avait un déplacement de 769 tonnes en surface et 871 tonnes en plongée. Il avait une longueur totale de 67,10 m, un maître-bau de 6,20 m, une hauteur de 9,60 m et un tirant d'eau de 4,74 m. Le sous-marin était propulsé par deux hélices de 1,23 m, deux moteurs diesel Germaniawerft M6V 40/46 de 6 cylindres en ligne de 1 400 cv à 470 tr/min, produisant un total de 2 060 à 2 350 kW en surface et de deux moteurs électriques Brown, Boveri & Cie GG UB 720/8 de 375 cv à 295 tr/min, produisant un total 550 kW, en plongée. Le sous-marin avait une vitesse en surface de 17,7 nœuds (32,8 km/h) et une vitesse de 7,6 nœuds (14,1 km/h) en plongée. Immergé, il avait un rayon d'action de 80 milles marins (150 km) à 4 nœuds (7,4 km/h; 4,6 milles par heure) et pouvait atteindre une profondeur de 230 m. En surface son rayon d'action était de 8 500 milles nautiques (soit 15 700 km) à 10 nœuds (19 km/h).
L'U-955 était équipé de cinq tubes lance-torpilles de 53,3 cm (quatre montés à l'avant et un à l'arrière) et embarquait quatorze torpilles. Il était équipé d'un canon de 8,8 cm SK C/35 (220 coups) et d'un canon antiaérien de 20 mm Flak. Il pouvait transporter 26 mines TMA ou 39 mines TMB. Son équipage comprenait 4 officiers et 40 à 56 sous-mariniers.

## Historique
Il reçut sa formation de base au sein de la 5. Unterseebootsflottille jusqu'au 31 mars 1944, il intégra sa formation de combat dans la 9. Unterseebootsflottille.
Sa première patrouille est précédée par un court trajet de Kiel à Kristiansand puis Bergen. Elle commence le 16 avril 1944 au départ de Bergen sous les ordres de l'Oberleutnant zur See Hans-Heinrich Baden. Le 30 avril 1944, l'U-955 effectue une mission secrète en débarquant les agents Ernst Fresenius, Hjalti Björnsson et Sigudur Juliusson, en Islande. Il effectue ensuite des observations météorologiques jusqu'à fin mai 1944.
L'U-955 revendique le fait d'avoir abattu un B-24 Liberator au sud de l'Islande, le 5 mai 1944. Ce qui est infirmé.
Il est sur la route du retour près du Cap Ortegal juste avant minuit le 6 juin 1944 lorsqu'il est repéré au radar par un avion Sunderland du No. 201 Squadron RAF, piloté par le F/Lt L.H. Baveystock. L'appareil tourne en perdant de l'altitude et s'approche de l'U-Boot en lançant un flare[réf. nécessaire] pour illuminer la zone. Il aperçoit le tourbillon de l'U-Boot qui plonge. Sans interrompre sa traque, le pilote Baveystock vole pendant huit milles marins, puis douze. À 3 h 0 du matin le 7 juin, au nord du Cap Ortegal, le radar de l'avion détecte l'U-955 à onze milles nautiques. L'avion s'approche de l'U-Boot et se prépare à lancer un flare[Quoi ?] lorsque deux colonnes de balles traçantes montent vers lui. Face à la défense anti-aérienne lourde de l'U-955, Baveystock lâche six charges de profondeur qui coulent le bateau à la position 45° 13′ N, 8° 30′ O. Pour cette action, le pilote reçut la Distinguished Flying Cross.
Les cinquante membres d'équipage meurent dans cette attaque.

## Affectations
- 5. Unterseebootsflottille du 31 décembre 1942 au 31 mars 1944 (Période de formation).
- 9. Unterseebootsflottille du 1er avril 1944 au 7 juin 1944 (Unité combattante).

## Commandement
- Oberleutnant zur See Hans-Heinrich Baden du 31 décembre 1942 au 7 juin 1944.

## Patrouille(s)
|       | Commandant                | Départ        | Départ       | Arrivée       | Arrivée      | Jours    | Succès |
| ----- | ------------------------- | ------------- | ------------ | ------------- | ------------ | -------- | ------ |
|       | Oblt. Hans-Heinrich Baden | 23 mars 1944  | Kiel         | 26 mars 1944  | Kristiansand | 4 jours  |        |
|       | Oblt. Hans-Heinrich Baden | 13 avril 1944 | Kristiansand | 14 avril 1944 | Bergen       | 2 jours  |        |
| 1     | Oblt. Hans-Heinrich Baden | 16 avril 1944 | Bergen       | 7 juin 1944   | Coulé        | 53 jours |        |
| Total | Total                     | Total         | Total        | Total         | Total        | 59 jours | 0 t    |

Note : Oblt. = Oberleutnant zur See